# Kaffee oder Tee

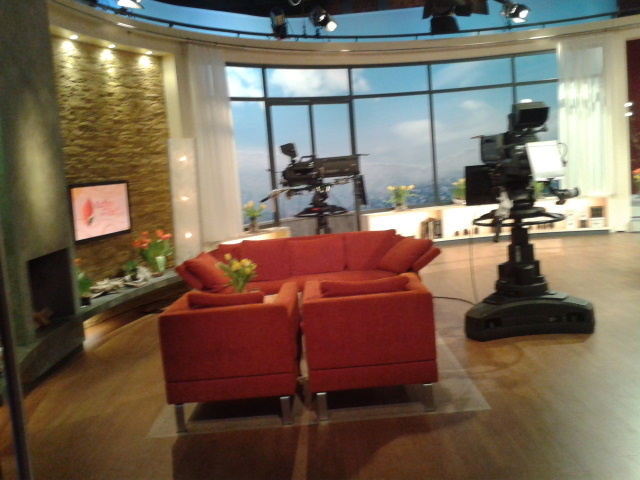
Bild des Drehstudios 2013 im SWR Komplex Baden-Baden

Kaffee oder Tee ist eine Magazinsendung, die seit dem Jahr 2000 von Montag bis Freitag von 16:05 bis 18:00 Uhr im SWR Fernsehen und im SR Fernsehen ausgestrahlt wird. In der Sendung werden von 17:00 bis 17:05 Uhr die jeweiligen Landesnachrichten verbreitet. Das Magazin wird im SWR-Funkhaus Baden-Baden produziert. Die Zuschauer können per Telefon oder E-Mail Fragen an die Experten im Studio richten. Der SWR selbst bezeichnete Kaffee oder Tee als Schwestersendung zu dem von 11:15 bis 12:00 Uhr im Ersten Programm ausgestrahlten ARD Buffet, das am 19. Dezember 2024 die letzte Sendung hatte.
Ein besonderes Jubiläum feierte die Sendung am 30. Dezember 2015: sie wurde zum 4000. Mal ausgestrahlt. Am 20. Januar 2020 wurde die Sendung zum 5000. Mal gesendet.

## Inhalte

### Mein Grüner Daumen
Dieses Thema steht immer am Anfang einer Sendung. Wenn das Wetter mitspielt, wird dieser Teil direkt aus dem Garten vor dem Funkhaus übertragen. Als Experte ist eine Gärtnermeisterin oder ein Gärtnermeister anwesend und gibt Tipps zu bestimmten Themen, z. B. Kirsten Becker zu Stauden, Volker Kugel zur Gartengestaltung, Heiko Hübscher zu Rosen und zu Bio-Gemüse Peter Berg (bis 2024) und Frank Lutz; Gartenbauingenieurin Heike Boomgaarden gibt Ratschläge zu verschiedenen Gartenthemen.

### Live-Kochen im Studio
In der zweiten Stunde am Dienstag und in der ersten Stunde am Mittwoch wird im Studio live gekocht. Dabei wechseln sich verschiedene Köche ab; u. a. Markus Buchholz, Ludwig Heer, Eberhard Braun, Mira Maurer, Sören Anders, Martin Gehrlein, Jens Jakob und Timo Böckle. Die Rezepte sind im Video-Text und im Internet nachzulesen.

### Gutes Leben
Unter dieser Rubrik werden unterschiedliche Themen zur Freizeit- und Lebensgestaltung, wie Basteln & Dekorieren, Heimwerken & Modellbau, Buch & Musik, aber auch zu Fitness, Schönheit und Gesundheit zusammengefasst. So geben beispielsweise hin und wieder die Designerinnen Martina Lammel und Patricia Morgenthaler Basteltipps. Tanja Steinbach macht Vorschläge für Handarbeiten mit Faden und Wolle, Wohndesign und Dekorieren. Wird gerade irgendwo im Sendegebiet von Kaffee oder Tee ein Workshop zu einem bestimmten Thema angeboten, erfolgt meist eine halbstündige Live-Schaltung dorthin. Die Rubrik hieß zuvor „Besser Leben“.

### Serviceschwerpunkt
Schwerpunkt einer jeden Kaffee-oder-Tee-Sendung ist ein Thema zu einem bestimmten Gebiet, für das immer ein Experte anwesend ist, z. B. ein Fachanwalt oder ein Mitglied der SWR-Redaktion Recht und Justiz zu rechtlichen Fragen, Steuern, Versicherungen und aktuellen Urteilen. Immer am ersten Dienstag im Monat gibt es eine Rentensprechstunde, in der ein Fachmann von der Deutschen Rentenversicherung Fragen der Zuschauer beantwortet. Der Fachjournalist Andreas Reinhardt berichtet über Neuheiten aus der Computerwelt und gibt praktische Tipps zum Umgang mit den elektronischen Medien. Auch das Gebiet der Medizin spielt des Öfteren eine große Rolle. Dazu steht den Zuschauern ein Facharzt bzw. Tierarzt Rede und Antwort. Donnerstags stehen Tiervermittlungen aus verschiedenen Tierheimen des Sendegebiets auf dem Programm. Die Rubrik hieß zuvor „Tagesthema“.

### Abenteuer Haushalt
Unter diesem Thema werden vielfältige Fragen zur Hauswirtschaft behandelt. So geben beispielsweise Nadine Hocke, Franziska Huber und Bärbel Neher vom Netzwerk Haushalt regelmäßig Tipps zur besseren Führung des Haushalts, die Ernährungswissenschaftlerin Sabine Schütze und der Ernährungsberater Sven Bach referieren über die Zusammensetzung bestimmter Lebensmittel und ihre Bedeutung für die Gesundheit, Werner Eckert von der Redaktion Ernährung und Umwelt gibt Tipps zu allem, was mit Wein zu tun hat. Programmschwerpunkt am Freitag ist der Sonntagskuchen. Eine Konditorin oder ein Konditor fertigt nach eigenem Rezept eine Torte oder einen Kuchen, der gegen Ende der Sendung vom Moderator und den Gästen im Studio gekostet und manchmal auch kommentiert wird. Bäcker sind u. a. Peter Scharff, Hannes Weber, Lisa Rudiger, Claudia Hennicke-Pöschk, Dorothea Steffen, Lucia Kranz, Stefanie Biedermann, Robert Schorp und Stina Spiegelberg. Ehemalige Experten sind Silvia Frank (Haushalt) und Barbara Bjarnasson (Ernährung).

### Quiz
In jeder Sendung wird zweimal ein Quiz angeboten (meistens gegen 16:45 und gegen 17:45 Uhr), bei dem jeweils zwei Zuschauer am Telefon mitspielen können. Maximal gibt es zwölf Fragen zu allerlei Wissensgebieten in verschiedenen Schwierigkeitsstufen (1 bis 4 leicht, 5 bis 8 mittelschwer und 9 bis 12 schwer) zu beantworten. Mit dem Schwierigkeitsgrad erhöht sich auch die Gewinnmöglichkeit. Die Mitspieler können sich abwechselnd für eine bestimmte Fragennummer entscheiden. Wer zuerst eine Frage falsch beantwortet, scheidet aus. Als Trostpreis erhält der Verlierer – sofern er wenigstens eine Frage richtig beantwortet hat – eine Kaffee-oder-Tee-Tasse. Der andere Spieler kann dann aussteigen und den bisher eingefahrenen Gewinn mitnehmen. Macht er weiter und beantwortet eine Frage falsch, erhält auch er nur eine Tasse. Als höchsten Gewinn könnten 485 Euro erzielt werden, falls der Konkurrent schon nach der ersten Frage ausgeschieden sein sollte und der andere alle verbliebenen Fragen richtig beantwortet hat. Beantworten beide Kandidaten alle Fragen richtig, gewinnt derjenige, der die höchste Gewinnsumme eingefahren hat. Hat am Ende jeder Spieler 250 Euro erspielt, erhält jeder diesen Betrag.
Im November 2020 wurden die Spielregeln leicht modifiziert. Die Kandidaten scheiden nicht mehr bei einer falschen Antwort aus, es werden alle 12 Felder bis zum Ende der Spielzeit von fünf Minuten gespielt, wer dann den höheren Betrag hat, gewinnt diesen, die andere Person erhält weiterhin die Tasse. Des Weiteren gibt es keine Unterscheidung mehr nach leichten, mittleren und schweren Fragen. Da diese jetzt durcheinander unter den 12 Feldern versteckt sind. Unter einem der Felder verbirgt sich jetzt ein 50-Euro-Joker. Beim zweiten Quiz am Donnerstag, spielen zwei Vertreter von Vereinen gegeneinander.
Meist wird im November statt der Tasse ein Adventskalender als Trostpreis verlost.

### Musik aus dem Südwesten
Freitags haben immer Einzelpersonen oder Gruppen aus dem Sendegebiet die Möglichkeit, dreimal eine Musiknummer live im Studio vorzutragen. In den Wochen vor der Fastnacht werden Finalteilnehmer für die Sendung Der Närrische Ohrwurm gesucht, die in der Regel am Sonntag vor Fastnachtsdienstag aus der Stadthalle Singen übertragen wurde.

### Promiklatsch
Immer freitags gegen 17:30 Uhr gibt es die Rubrik Promiklatsch mit den Reporterinnen Kristina Hortenbach, Andrea Mayer, Constantin Zöller oder Michael Münkner.

### Daheim im Südwesten
Diese Rubrik steht immer am Ende einer jeden Sendung. Eingeladen werden Personen, die etwas Besonderes erlebt haben oder zu einem aktuellen Thema etwas beisteuern können, z. B. die Kandidatinnen für die Wahl der Deutschen Weinkönigin und die Teilnehmerinnen der kulinarischen Reisesendung Lecker aufs Land.

## Ehemalige Inhalte

### Die Koch-Originale
Montags, dienstags und freitags begann jeweils gegen 16:15 Uhr ein halbstündiger Einspielfilm, in dem bekannte Fernsehköche ein Gericht zubereiten und die Rezepte dazu vorstellten, z. B. die vom WDR produzierte Kochsendung Kochen mit Martina und Moritz mit Bernd Neuner-Duttenhofer und Martina Meuth, Cornelia Poletto mit ihrer Kochschule und Kochkunst mit Vincent Klink.

### Gute Reise
Gesendet wurden Beiträge zu einzelnen Reisezielen und zu reisebezogenen Begleitthemen. Eingespielt wurden kurze Filme über Reiseziele aus aller Welt. Lediglich am Freitag wurde – meistens durch den Moderator Markus Bundt – der Vorschlag für einen Wochenendausflug zu einem sehenswerten Ziel im Sendegebiet unterbreitet.

## Gala Party
Im Bénazet-Saal des Kurhauses Baden-Baden fand bis 2018 immer Ende Januar eine Kaffee-oder-Tee-Gala-Tanz-Party mit den Machern der Sendung sowie vielen prominenten Gästen und der SWR1-Band statt. Einige Eintrittskarten wurden an die Zuschauer verlost. Gegen Eintrittsgeld konnten auch andere Personen teilnehmen, die bei der Verlosung kein Glück hatten. Bei der Veranstaltung hatten die Zuschauer Gelegenheit, mit den Moderatoren und den Experten der Sendung ins Gespräch zu kommen. Das Eintrittsgeld beinhaltete auch Sektempfang, Vorspeise, Gala-Buffet sowie Eintritt in die Spielbank.

## Zuschauerreise
Einmal jährlich veranstaltete das Kaffee-oder-Tee-Team eine ein- bis zweiwöchige Zuschauerreise, meistens in Form einer Kreuzfahrt. Mit dabei waren immer zwei der Moderatoren, einer der Spitzenköche und einige Experten, die den Zuschauern Rede und Antwort standen.

## Moderation
| Name                | Einstieg  | Ausstieg   |
| ------------------- | --------- | ---------- |
| Martin Seidler      | 2000      | aktiv      |
| Bernadette Schoog   | 2000      | 2001       |
| Bernd Schröder      | 2000      | 2001       |
| Patricia Küll       | 2001      | 2007       |
| Jürgen Hörig        | 2001      | 2010       |
| Ernst-Marcus Thomas | 2003      | 2008       |
| Fatma Mittler-Solak | 2006 2023 | 2010 aktiv |
| Heike Greis         | 2000 2007 | 2001 aktiv |
| Pamela Großer       | 2010      | 2012       |
| Jens Hübschen       | 2010      | aktiv      |
| Lena Ganschow       | 2012      | 2014       |
| Evelin König        | 2015      | aktiv      |

## Ähnliche Sendungen
- Hier und heute (WDR Fernsehen)[5]
- Mein Nachmittag (NDR Fernsehen)[6]
- Wir in Bayern (BR Fernsehen)[7]
- MDR um 4 (MDR Fernsehen)[8]